# Elba (Wisconsin)
Elba è un comune degli Stati Uniti, situato in Wisconsin, nella Contea di Dodge.